# William Henry Keeler
William Henry Keeler (San Antonio, 4 maart 1931 – Catonsville, 23 maart 2017) was een Amerikaans geestelijke en een kardinaal van de Rooms-Katholieke Kerk.
Keeler groeide op in Lebanon (Pennsylvania), waar hij ook de middelbare school bezocht. Hij ging daarna naar het seminarie St. Charles in Overbrook. Hij studeerde vervolgens aan de Pauselijke Gregoriaanse Universiteit in Rome, waar hij afstudeerde in de theologie. In 1961 promoveerde hij aan het Gregorianum in het kerkelijk recht.
Keeler werd op 17 juli 1955 priester gewijd door Luigi Traglia. Hij werkte vervolgens als pastoor in het bisdom Harrisburg. Tijdens het Tweede Vaticaans Concilie was hij als peritus toegevoegd aan de staf van de bisschop van Harrisburg. In 1965 verleende paus Paulus VI hem de erefunctie van kapelaan van Zijne Heiligheid en vier jaar later die van ereprelaat van Zijne Heiligheid.
Keeler werd op 24 juli 1979 benoemd tot hulpbisschop van Harrisburg en tot titulair bisschop van Ulcinium. Zijn bisschopswijding vond plaats op 21 september 1979. Op 10 november 1983 volgde zijn benoeming tot bisschop van Harrisburg. Op 11 april 1989 werd hij benoemd tot aartsbisschop van Baltimore.
Van 1989 tot 1992 was Keeler vicevoorzitter van de Amerikaanse bisschoppenconferentie, en vervolgens tot 1995 voorzitter van dit orgaan.
Tijdens het consistorie van 26 november 1994 werd Keeler kardinaal gecreëerd, met de rang van kardinaal-priester. De Santa Maria degli Angeli werd zijn titelkerk. Hij nam deel aan het conclaaf van 2005 dat leidde tot de verkiezing van paus Benedictus XVI. Keeler nam niet deel aan het conclaaf van 2013 wegens overschrijding van de leeftijdsgrens.
Keeler ging op 12 juli 2007 met emeritaat.
- Gemeinsame Normdatei: 13191152X
- International Standard Name Identifier: 0000 0001 0965 0833
- Library of Congress Control Number: nr2002032123
- Nationale Bibliotheek van Israël: 987007522641005171
- Virtual International Authority File: 38064113
- WorldCat: E39PBJpdJTXQcW4gPj3rWxKDbd